# Liste der Baudenkmäler in Bad Abbach
Auf dieser Seite sind die Baudenkmäler in dem niederbayerischen Markt Bad Abbach zusammengestellt. Diese Tabelle ist eine Teilliste der Liste der Baudenkmäler in Bayern. Grundlage ist die Bayerische Denkmalliste, die auf Basis des Bayerischen Denkmalschutzgesetzes vom 1. Oktober 1973 erstmals erstellt wurde und seither durch das Bayerische Landesamt für Denkmalpflege geführt wird. Die folgenden Angaben ersetzen nicht die rechtsverbindliche Auskunft der Denkmalschutzbehörde.

## Baudenkmäler nach Ortsteilen

### Bad Abbach
| Lage                        | Objekt                                                                 | Beschreibung | Akten-Nr.              | Bild                                                                   |
| --------------------------- | ---------------------------------------------------------------------- | --- | ---------------------- | ---------------------------------------------------------------------- |
| Am Markt 15 (Standort)      | Wohn- und Geschäftshaus, ehemaliges Bürgerhaus                         | Zweigeschossiger Giebelbau, 1696 (dendrochronologisch datiert), Fassade Ende 19. Jahrhundert | D-2-73-116-1 Wikidata  | Wohn- und Geschäftshaus, ehemaliges Bürgerhaus                         |
| Am Markt 16 (Standort)      | Katholische Kapelle St. Christophorus                                  | Zweijochiger Bau mit dreiseitigem Schluss, Schweifgiebel, mit Satteldach, 1470, barocker Ausbau 1784–86; mit Ausstattung                                                                                       | D-2-73-116-2 Wikidata  | weitere Bilder                                                         |
| Am Markt 17 (Standort)      | Bürgerhaus                                                             | Zweigeschossiger Satteldachbau mit Treppengiebel, im Kern 17./18. Jahrhundert, Äußeres zweite Hälfte 19. Jahrhundert                                                                                           | D-2-73-116-3 Wikidata  | Bürgerhaus                                                             |
| Am Markt 18 (Standort)      | Ehemaliges Rathaus                                                     | Breitgelagerter zweigeschossiger Satteldachbau, barocker Schweifgiebel mit Putzgliederungen, mit rückwärtigem Vorschussgiebel, 17. Jahrhundert, erneuert 1929                                                  | D-2-73-116-4 Wikidata  | Ehemaliges Rathaus                                                     |
| Am Markt 24 (Standort)      | Wohnhaus                                                               | Zweigeschossiger Traufseitbau mit Mansardwalmdach, Neurenaissance, bezeichnet „1894“ | D-2-73-116-5 Wikidata  | BW                                                                     |
| Am Markt 29 (Standort)      | Gasthof                                                                | Zweigeschossiges Eckhaus mit traufseitigem Flügel mit Satteldach nach Süden, daran anstoßend giebelständiger Satteldachbau mit Schweifgiebel, 17./18. Jahrhundert, Fassade Anfang 20. Jahrhundert überarbeitet | D-2-73-116-6 Wikidata  | Gasthof                                                                |
| Römerstraße 9 (Standort)    | Pfarrhof                                                               | Zweigeschossiges Gebäude mit Krüppelwalmdach, klassizistisch, 1831 | D-2-73-116-12 Wikidata | BW                                                                     |
| Schloßberg (Standort)       | Bergfried der Abbacher Burg                                            | Rundturm aus unregelmäßigem Quadermauerwerk mit grober Bossierung, 1220/1230 Areal und Ringmauer der Burg, Geburtsstätte Kaiser Heinrichs II.                                                                  | D-2-73-116-16 Wikidata | weitere Bilder                                                         |
| Schloßbergweg 23 (Standort) | Katholische Pfarrkirche St. Nikolaus                                   | Saalkirche mit Satteldach, Chor fünfseitig geschlossen, schlanker Turm mit Spitzhelm, neugotisch, 1849/50 nach Plänen von Joseph Tanera; mit Ausstattung                                                       | D-2-73-116-15 Wikidata | weitere Bilder                                                         |
| Schulbruck 3 (Standort)     | Ehemaliges Benefiziatenhaus                                            | Zweigeschossiger Giebelbau, bezeichnet „1831“, im Kern 17./18. Jahrhundert | D-2-73-116-14 Wikidata | BW                                                                     |
| B 16 (Standort)             | Löwendenkmal                                                           | Mit zwei liegenden Löwen auf hohen Postamenten, Bildhauer Franz Xaver Muxel, bezeichnet „1794“; Rekonstruktion 1978 nach Entwürfen von Richard Triebe                                                          | D-2-73-116-8 Wikidata  | weitere Bilder                                                         |
| B 16; Mühlberg (Standort)   | Inschrifttafel zur Erinnerung an den Straßenbau unter Adrian von Riedl | Bezeichnet „1797“, Hofsteinmetz Michael Mattheo | D-2-73-116-7 Wikidata  | Inschrifttafel zur Erinnerung an den Straßenbau unter Adrian von Riedl |

### Alkofen
| Lage                      | Objekt              | Beschreibung | Akten-Nr.              | Bild                |
| ------------------------- | ------------------- | --- | ---------------------- | ------------------- |
| Alkofen 9 (Standort)      | Kirche St. Nikolaus | Saalkirche mit Satteldach und leicht eingezogenem halbrund geschlossenem Chor, polygonaler Dachreiter mit Zwiebelhaube, 1748; mit Ausstattung                        | D-2-73-116-17 Wikidata | Kirche St. Nikolaus |
| vor der Kirche (Standort) | Säulenbildstock     | In Ädikulaform, dreiseitig mit Reliefs versehen, Vorderseite mit Kruzifix, an den Schmalseiten Adoranten, rückseitig Wappen, bezeichnet „1604“, Sockel 1934 erneuert | D-2-73-116-18 Wikidata | Säulenbildstock     |

### Dantschermühle
| Lage               | Objekt                                | Beschreibung                                                                                                | Akten-Nr.             | Bild |
| ------------------ | ------------------------------------- | --- | --------------------- | ---- |
| Mühltal (Standort) | Steinbrücke über den Teugner Mühlbach | zweibogig in Quadermauerwerk mit steinerner Brüstung, wohl 1. Hälfte 19. Jahrhundert, bezeichnet mit „1889“ | D-2-73-116-9 Wikidata | BW   |

### Deutenhof
| Lage                               | Objekt     | Beschreibung                                                                                                 | Akten-Nr.              | Bild |
| ---------------------------------- | ---------- | --- | ---------------------- | ---- |
| An der Deutenhofkapelle (Standort) | Wegkapelle | Flachsatteldachbau mit leicht eingezogenem halbrund geschlossenem Chor und Giebelreiter, Rundbogenstil, 1853 | D-2-73-116-19 Wikidata | BW   |

### Dünzling
| Lage                                                 | Objekt                        | Beschreibung | Akten-Nr.              | Bild           |
| ---------------------------------------------------- | ----------------------------- | --- | ---------------------- | -------------- |
| Dürrnbergweg, östlich vor dem Ort im Wald (Standort) | Kreuzweganlage                | Mit 14 Stationen, grottenartiger Kapelle, Gedenkstätte für den napoleonischen Feldzug 1809 und bildstockartigem Devotionalienhäuschen, um 1900   | D-2-73-116-25 Wikidata | Kreuzweganlage |
| Marienplatz (Standort)                               | Mariensäule                   | 1888 | D-2-73-116-24 Wikidata | Mariensäule    |
| Marienplatz 4 (Standort)                             | Katholische Kirche St. Martin | Mittelalterlich, 1711/12 erweitert, Turmaufbau 1712; mit Ausstattung                                                                             | D-2-73-116-20 Wikidata | weitere Bilder |
| Marienplatz 6 (Standort)                             | Gasthaus                      | Zweigeschossiger Bau mit Krüppelwalmdach, erste Hälfte 19. Jahrhundert. Zweiflügeliges Nebengebäude mit Satteldach, erste Hälfte 19. Jahrhundert | D-2-73-116-23 Wikidata | Gasthaus       |
| Saalhaupter Straße 9 (Standort)                      | Bauernhaus                    | Wohnstallbau, Obergeschoss in Blockbauweise, Flachsatteldach, 18./19. Jahrhundert                                                                | D-2-73-116-22 Wikidata | Bauernhaus     |

### Eiglstetten
| Lage                     | Objekt      | Beschreibung                                                               | Akten-Nr.              | Bild |
| ------------------------ | ----------- | -------------------------------------------------------------------------- | ---------------------- | ---- |
| Eiglstetten 1 (Standort) | Feldkapelle | Kleiner Satteldachbau mit kastenförmiger Öffnung, Gitter bezeichnet „1867“ | D-2-73-116-26 Wikidata | BW   |

### Frauenbründl
| Lage                      | Objekt                                              | Beschreibung | Akten-Nr.              | Bild           |
| ------------------------- | --------------------------------------------------- | --- | ---------------------- | -------------- |
| Frauenbründl 1 (Standort) | Katholische Kapelle der Schmerzhaften Mutter Gottes | Saalkirche mit Satteldach und Dachreiter, leicht eingezogener, korbbogig geschlossener Chor, 1725; mit Ausstattung Einsiedelei, Mutterhaus und Noviziat der Eremiten-Kongregation, Kapitelhaus, zweigeschossiger Walmdachbau, wohl 1738 Nebengebäude mit Satteldächern und Hofmauer, 18./19. Jahrhundert | D-2-73-116-27 Wikidata | weitere Bilder |

### Gattersberg
| Lage                     | Objekt     | Beschreibung                                                                     | Akten-Nr.              | Bild       |
| ------------------------ | ---------- | -------------------------------------------------------------------------------- | ---------------------- | ---------- |
| Gattersberg 2 (Standort) | Bauernhaus | Blockbau mit Flachsatteldach und traufseitiger Laube, 18./Anfang 19. Jahrhundert | D-2-73-116-29 Wikidata | Bauernhaus |

### Lengfeld
| Lage                      | Objekt                  | Beschreibung | Akten-Nr.              | Bild                    |
| ------------------------- | ----------------------- | --- | ---------------------- | ----------------------- |
| Kirchstraße 12 (Standort) | Kirche St. Bartholomäus | Saalkirche mit Satteldach und eingezogenem halbrund geschlossenem Chor, Lisenengliederung, spätbarock 1736, turmartiger Dachreiter mit Spitzhelm, 1784; mit Ausstattung | D-2-73-116-30 Wikidata | Kirche St. Bartholomäus |

### Oberndorf
| Lage                             | Objekt                                                                     | Beschreibung | Akten-Nr.              | Bild                                                                       |
| -------------------------------- | -------------------------------------------------------------------------- | --- | ---------------------- | -------------------------------------------------------------------------- |
| Am Unteren Weinberg 2 (Standort) | Kellergebäude eines Amtshofs des ehemaligen Benediktinerklosters Prüfening | Eineinhalbgeschossiges Satteldachhaus mit romanischem Steinkern um 1200, Keller vor 1150, Erweiterung nach 1450 und 1560 | D-2-73-116-46 Wikidata | Kellergebäude eines Amtshofs des ehemaligen Benediktinerklosters Prüfening |
| Donaustraße 38 (Standort)        | Ehemaliges Wohnstallhaus                                                   | Zweigeschossiger Satteldachbau in Jurabauweise, Bruchsteinmauerwerk, um 1800, mit älterem Gewölbekeller und anschließendem Stadel | D-2-73-116-45 Wikidata | Ehemaliges Wohnstallhaus                                                   |
| Donaustraße 45 (Standort)        | Katholische Kirche Mariä Himmelfahrt                                       | Langhaus romanisch, Mitte 13. Jahrhundert, Nordturm frühgotisch, Ende 13. Jahrhundert, Chor Ende 16./Anfang 17. Jahrhundert, Anlage 1748 barockisiert; mit Ausstattung Friedhofskapelle, spätgotisch, Ende 15./Anfang 16. Jahrhundert; mit Ausstattung                                           | D-2-73-116-31 Wikidata | weitere Bilder                                                             |
| Donaustraße 52 (Standort)        | Ehemaliges Wohnstallhaus                                                   | Zweigeschossiger Flachsatteldachbau in Jurahausbauweise, Kernbau erste Hälfte 14. Jahrhundert, Erweiterung nach Westen um 1450 und nach Süden auf die heutigen Ausmaße um 1500, Vereinheitlichung der Dachhöhe um 1600                                                                           | D-2-73-116-32 Wikidata | weitere Bilder                                                             |
| Donaustraße 56 (Standort)        | Ehemaliges Wohnstallhaus                                                   | Zweigeschossiger Flachsatteldachbau in Jurahausbauweise, 13./14. Jahrhundert, Aufstockung um 1400, Überformung und Umbau 1553 (dendrochronologisch datiert), Dacherneuerung 1762 (dendrochronologisch datiert), Umbauphase um 1800, Erweiterung um den Stadel 1840 (dendrochronologisch datiert) | D-2-73-116-33 Wikidata | weitere Bilder                                                             |
| Herrengasse 9 (Standort)         | Wohnhaus                                                                   | Mit Walmdach und barocken Putzgliederungen, 18. Jahrhundert | D-2-73-116-34 Wikidata | Wohnhaus                                                                   |

### Peisenhofen
| Lage                     | Objekt        | Beschreibung                                                                          | Akten-Nr.              | Bild |
| ------------------------ | ------------- | ------------------------------------------------------------------------------------- | ---------------------- | ---- |
| Peisenhofen 1 ()         | Wegkapelle    | kleiner Satteldachbau mit kräftig profiliertem Gesims, 19. Jahrhundert                | D-2-73-116-36          |      |
| Peisenhofen 1 (Standort) | Wohnstallhaus | Zweigeschossig mit Halbwalmdach und traufseitiger Laube, erste Hälfte 19. Jahrhundert | D-2-73-116-35 Wikidata | BW   |

### Peising
| Lage                 | Objekt                             | Beschreibung | Akten-Nr.              | Bild           |
| -------------------- | ---------------------------------- | --- | ---------------------- | -------------- |
| Turmweg 1 (Standort) | Katholische Filialkirche St. Georg | Flach gedeckte Saalkirche mit nicht eingezogenem Chor, quadratischer Turm mit Zwiebelhaube an der Nordseite des Chores, barocker Neubau mit Teilen des Vorgängerbaus aus dem 12./13. Jahrhundert, 1741–48 nach Plänen des Maurermeisters Jakob Aman aus Kelheim; mit Ausstattung Friedhofseinfriedung, verputzte Mauer mit hangseitigen Stützmauern, 18. Jahrhundert, wohl über älteren Teilen | D-2-73-116-37 Wikidata | weitere Bilder |

### Poikam
| Lage                            | Objekt                             | Beschreibung | Akten-Nr.              | Bild           |
| ------------------------------- | ---------------------------------- | --- | ---------------------- | -------------- |
| Kirchenweg 7 (Standort)         | Pfarrhof                           | Giebelbau, um 1590/95 | D-2-73-116-39 Wikidata | Pfarrhof       |
| Kirchenweg 9 (Standort)         | Katholische Pfarrkirche St. Martin | Saalkirche mit Satteldach und eingezogenem Kastenchor, Chorturm mit Spitzhelm, 14. Jahrhundert, barockisiert; mit Ausstattung Seelenkapelle, rechteckiger Satteldachbau mit spitzbogigen Portalen, spätgotisch; Teile der Friedhofsmauer, Bruchstein | D-2-73-116-38 Wikidata | weitere Bilder |
| Kreuzstraße 5 (Standort)        | Bauernhof                          | Wohnhaus mit Krüppelwalmdach, Stall mit Legschieferdach, 19. Jahrhundert | D-2-73-116-40 Wikidata | BW             |
| Am rechten Kanalufer (Standort) | Steinkreuz                         | Wohl spätmittelalterlich; 1984 hierher versetzt | D-2-73-116-41 Wikidata | BW             |

### Saalhaupt
| Lage                        | Objekt                                | Beschreibung | Akten-Nr.              | Bild                       |
| --------------------------- | ------------------------------------- | --- | ---------------------- | -------------------------- |
| Blumenstraße 1 a (Standort) | Katholische Kirche St. Peter und Paul | Saalkirche mit Satteldach mit eingezogenem halbrund geschlossenem Chor, Chorflankenturm mit Pilastergliederung und Zwiebelhaube, 1730/40; mit Ausstattung | D-2-73-116-42 Wikidata | weitere Bilder             |
| Lindenstraße 2 (Standort)   | Zugehöriger Blockbaustadel            | Wohl erste Hälfte 19. Jahrhundert | D-2-73-116-43 Wikidata | Zugehöriger Blockbaustadel |

### Voxbrunn
| Lage                  | Objekt     | Beschreibung                                                                                             | Akten-Nr.              | Bild       |
| --------------------- | ---------- | --- | ---------------------- | ---------- |
| Voxbrunn 1 (Standort) | Wegkapelle | Kleiner Satteldachbau mit spitzbogigem Eingang in gotisierenden Formen, um 1900 Lourdesgrotte im Inneren | D-2-73-116-44 Wikidata | Wegkapelle |

## Ehemalige Baudenkmäler
In diesem Abschnitt sind Objekte aufgeführt, die früher einmal in der Denkmalliste eingetragen waren, jetzt aber nicht mehr. Objekte, die in anderem Zusammenhang – also z. B. als Teil eines Baudenkmals – weiter eingetragen sind, sollen hier nicht aufgeführt werden. Aktennummern in diesem Abschnitt sind ehemalige, jetzt nicht mehr gültige Aktennummern.

| Lage                                      | Objekt     | Beschreibung                                                | Akten-Nr.              | Bild       |
| ----------------------------------------- | ---------- | ----------------------------------------------------------- | ---------------------- | ---------- |
| Dünzling Saalhaupter Straße 11 (Standort) | Bauernhaus | Zweigeschossig, Teile in Blockbauweise, 18./19. Jahrhundert | D-2-73-116-21 Wikidata | Bauernhaus |

## Abgegangene Baudenkmäler
In diesem Abschnitt sind Objekte aufgeführt, die früher einmal in der Denkmalliste eingetragen waren, jetzt aber nicht mehr existieren, z. B. weil sie abgebrochen wurden. Aktennummern in diesem Abschnitt sind ehemalige, jetzt nicht mehr gültige Aktennummern.

| Lage                                               | Objekt                  | Beschreibung | Akten-Nr.              | Bild                    |
| -------------------------------------------------- | ----------------------- | --- | ---------------------- | ----------------------- |
| Bad Abbach Kaiser-Heinrich-II.-Straße 6 (Standort) | Wohn- und Geschäftshaus | Zweigeschossiger, verputzter Bruchsteinbau in Jurahaus-Bauweise, mit flach geneigtem Satteldach, Ende 18. Jahrhundert | D-2-73-116-47 Wikidata | Wohn- und Geschäftshaus |